# Больше-Дорохово
Бо́льше-До́рохово — село в Асиновском районе Томской области, административный центр Большедороховского сельского поселения.

## География
Больше-Дорохово стоит на берегу реки Яя, на противоположном берегу которой уже начинается Зырянский район.

## История
Основано в 1714 г. В 1926 году состояла из 119 хозяйств, основное население — русские. В административном отношении являлось центром Больше-Дороховского сельсовета Ново-Кусковского района Томского округа Сибирского края.

## Население
| 1926 | 1939 | 1959 | 1970 | 1979 | 1989 | 2002 |
| ---- | ---- | ---- | ---- | ---- | ---- | ---- |
| 654  | ↘495 | ↘348 | ↘318 | ↗391 | ↗600 | ↘525 |
| 2010 | 2012 | 2013 | 2014 | 2015 | 2019 | 2021 |
| ↘501 | ↘495 | ↘477 | ↘442 | ↘424 | ↘398 | ↗477 |

## Инфраструктура
Улицы — Набережная, Сибирская, Центральная, Южная.